# 743
Năm 743 là một năm trong lịch Julius.